# 佐倉チューリップフェスタ
佐倉チューリップフェスタ（さくらチューリップフェスタ）は、1989年(平成元年)から2025年（令和7年）までの間、千葉県のオランダ風車がシンボルの佐倉ふるさと広場で開催されていたイベント。100種60万本を咲かせるのは関東最大級で、入場は無料であった。
オランダから直輸入した球根を稲刈り後の水田に植えフレグランス(香り)、移り色咲き、斑入りなど珍しい品種を揃えていた。

## 経緯
藩主の堀田正睦が蘭学を取り入れた事から佐倉日蘭協会が昭和62年に誕生し日蘭修好380周年を記念して1989年から『オランダチューリップまつり』が、翌年から『佐倉チューリップフェスタ』が開催されるようになった。

## 休催
佐倉ふるさと広場はリニューアル工事のためイベントは行われなくなっている。工事は2028年度末までを予定。
なおリニューアル前は一面がチューリップ畑となっていた拡張エリア(第二会場)は佐倉ふるさと広場拡張整備基本計画書 基本計画書 (PDFファイル: 17.7MB) p.16-17によると公園として整備される。

## ギャラリー

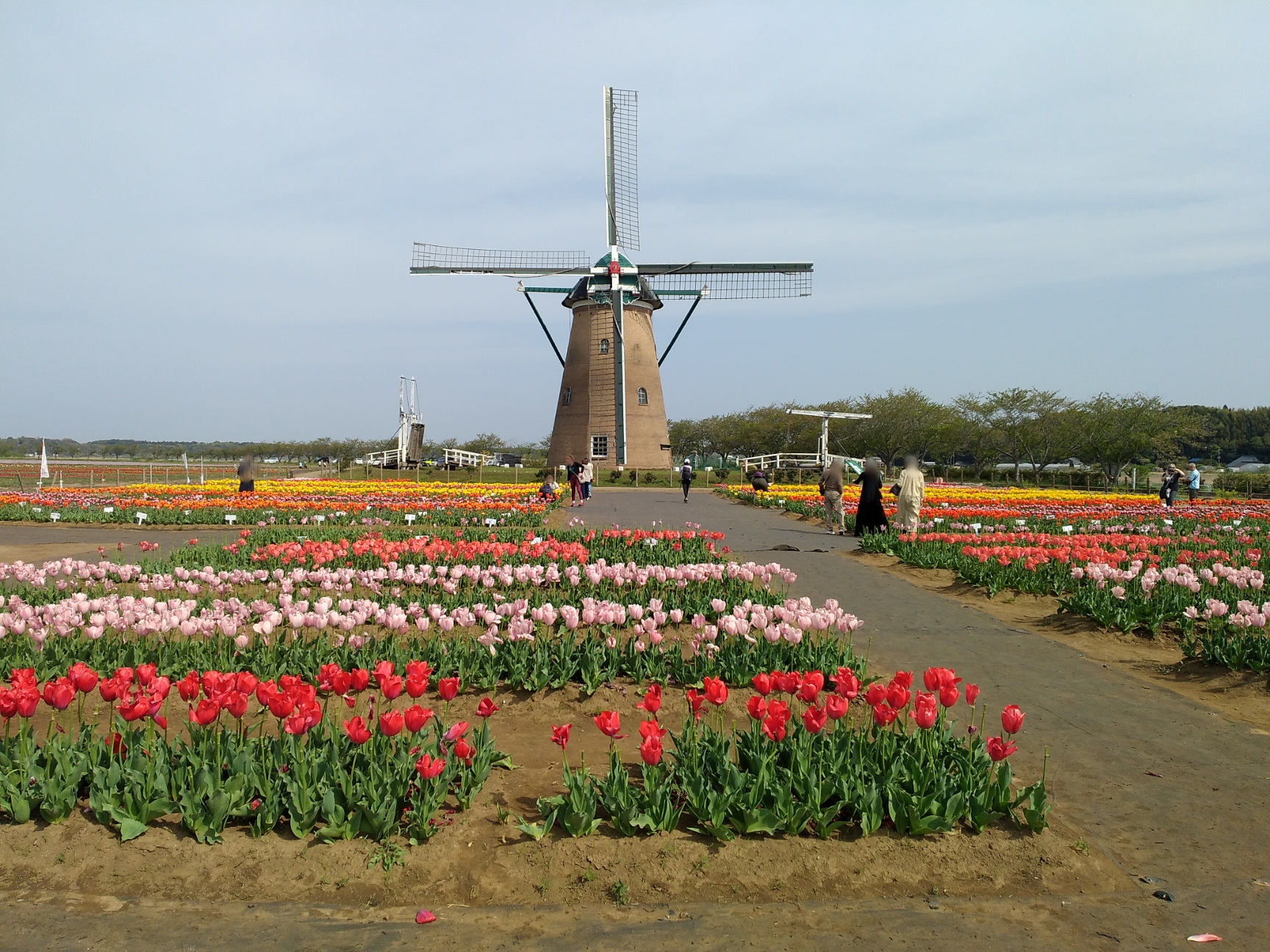
第一会場のチューリップ
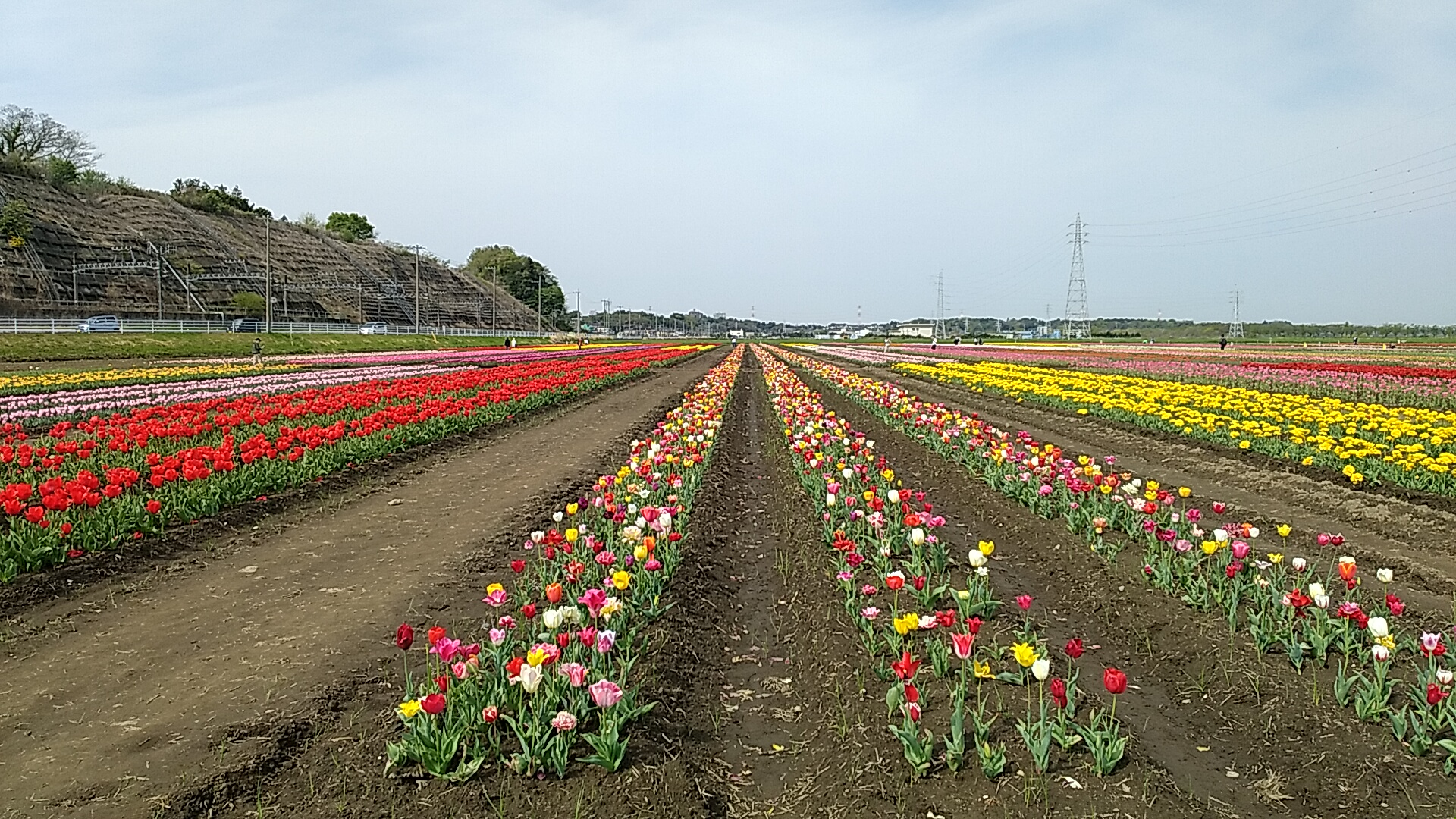
第二会場のチューリップ
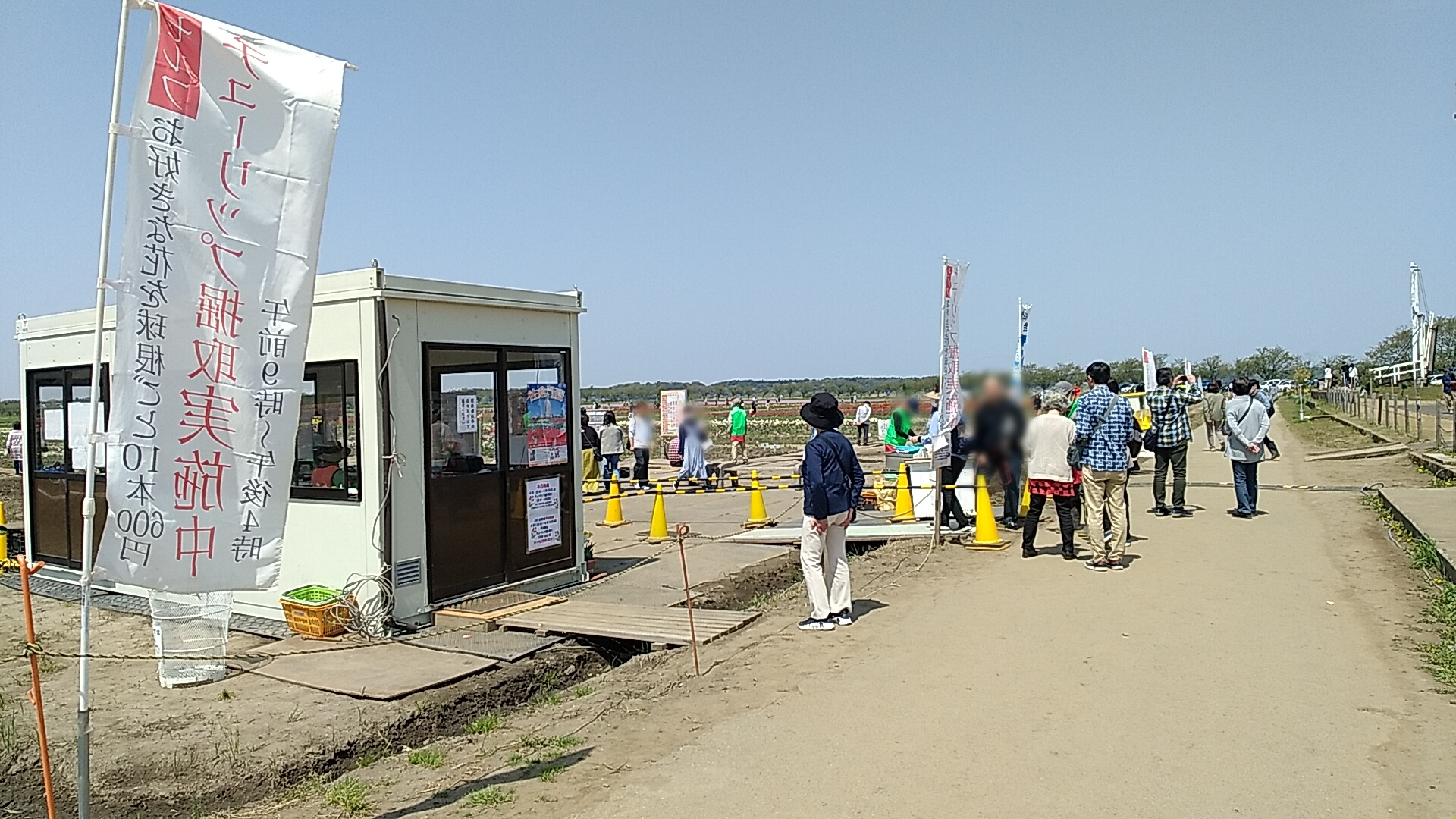
チューリップの堀取り
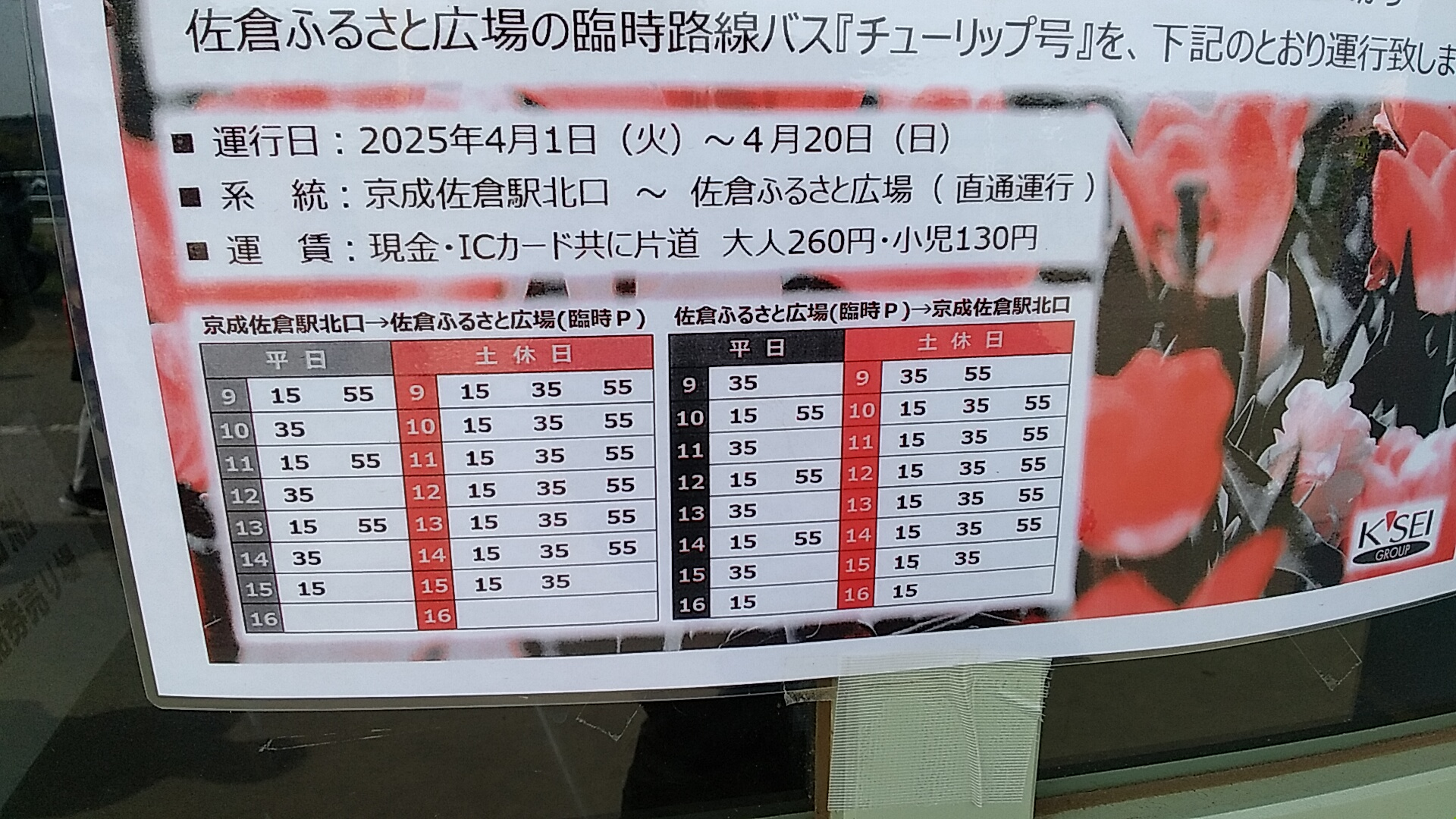
佐倉ふるさと広場の臨時路線バス『チューリップ号』